# Murray Bridge
Murray Bridge (voorheen Mobilong en Edwards Crossing) is een plaats in de deelstaat Zuid-Australië op 76 km ten zuidoosten van de deelstaathoofdstad Adelaide. Het heeft een bevolking van 17.559, waarmee het qua inwonertal de vijfde van de deelstaat is.
Murray Bridge ligt in het gebied van het Ngarrindjeri-volk, dat de plaats in zijn eigen taal Pomberuk noemt.

## Geschiedenis
De eerste Europeaan in dit gebied was Charles Sturt, die er op 8 februari 1830 voor het eerst verbleef.
De eerste brug over de rivier Murray was bekend als Murray Bridge werd in 1879 voltooid. Tussen 1886 en 1925 werd de brug zowel voor spoor- als wegverkeer gebruikt, totdat een separate spoorbrug naast de oorspronkelijke brug werd aangelegd. 
In 1884 werd een districtsbestuur gevestigd in wat toen nog Mobilong heette. Tegen 1923 had Mobilong twee derde van de omliggende dorpen opgenomen en werd besloten om zich om te dopen tot Murray Bridge.

## Bekende inwoners
- Alex Bolt (1993), tennisser
- Alby Mangels (1948), avonturier

## Trivia
- Op 24 januari 2020 was Murray Bridge de aankomstplaats van de vierde etappe van de 21e Tour Down Under.

Adelaide (hoofdstad) · Mount Gambier · Murray Bridge · Port Augusta · Port Lincoln · Port Pirie · Whyalla